# Helmut Jahn (architetto)
Helmut Jahn (Zirndorf, 4 gennaio 1940 – Campton Hills, 8 maggio 2021) è stato un architetto tedesco naturalizzato statunitense, noto per i suoi faraonici progetti quali il Sony Center sulla Potsdamer Platz, a Berlino, il Messeturm a Francoforte e la One Liberty Place, già l'edificio più alto di Filadelfia, in Pennsylvania, e l'Aeroporto di Suvarnabhumi, l'Aeroporto Internazionale a Bangkok, Thailandia.

## Biografia
Dopo aver frequentato l'Università Tecnica di Monaco di Baviera tra il 1960 ed il 1965, ha lavorato nello studio di Peter C. von Seidlein per un anno. Nel 1966, emigrò a Chicago per studiare ulteriormente architettura presso l'Illinois Institute of Technology, lasciando però la scuola senza aver conseguito la laurea. Nel 1967, è entrato a far parte del CF Murphy Associates come un allievo di Gene Summers ed è stato nominato Executive Vice President e Direttore della Pianificazione e progettazione della società nel 1973. Prendendo il controllo esclusivo dal 1981, l'azienda è stata ribattezzata Murphy/Jahn, anche se per ragioni anagrafiche Murphy si era ritirato (morì pochi anni dopo, nel 1985).
Lo stile di Jahn è di tipo modernista, sulla linea di Ludwig Mies van der Rohe. Nel 1978 , Jahn è diventato l'ottavo membro del Chicago Seven. Nonostante un inizio difficile in quanto assistette al crollo del tetto del suo primo grande progetto, la Kemper Arena di Kansas City, Missouri, Jahn ha ristabilito la sua reputazione nel 1985 con lo State of Illinois Center di Chicago, che lo ha fatto soprannominare "Flash Gordon". Il fatturato dello studio di architettura di Jahn è cresciuto costantemente e si colloca tra i primi 20 degli Stati Uniti in termini di fatturato annuo lordo. Oltre alla sede principale di Chicago, l'azienda ha uffici a Berlino e Shanghai.
Il 26 ottobre 2012, lo studio Murphy/Jahn è stato ribattezzato semplicemente JAHN e ha annunciato di condividere la leadership di design presso lo studio con l'architetto Francisco Gonzalez Pulido, socio e presidente di JAHN. Helmut Jahn è morto l'8 maggio 2021, vittima di un incidente stradale, investito da due auto mentre era in bicicletta, a Campton Hills in Illinois.

## Progetti realizzati

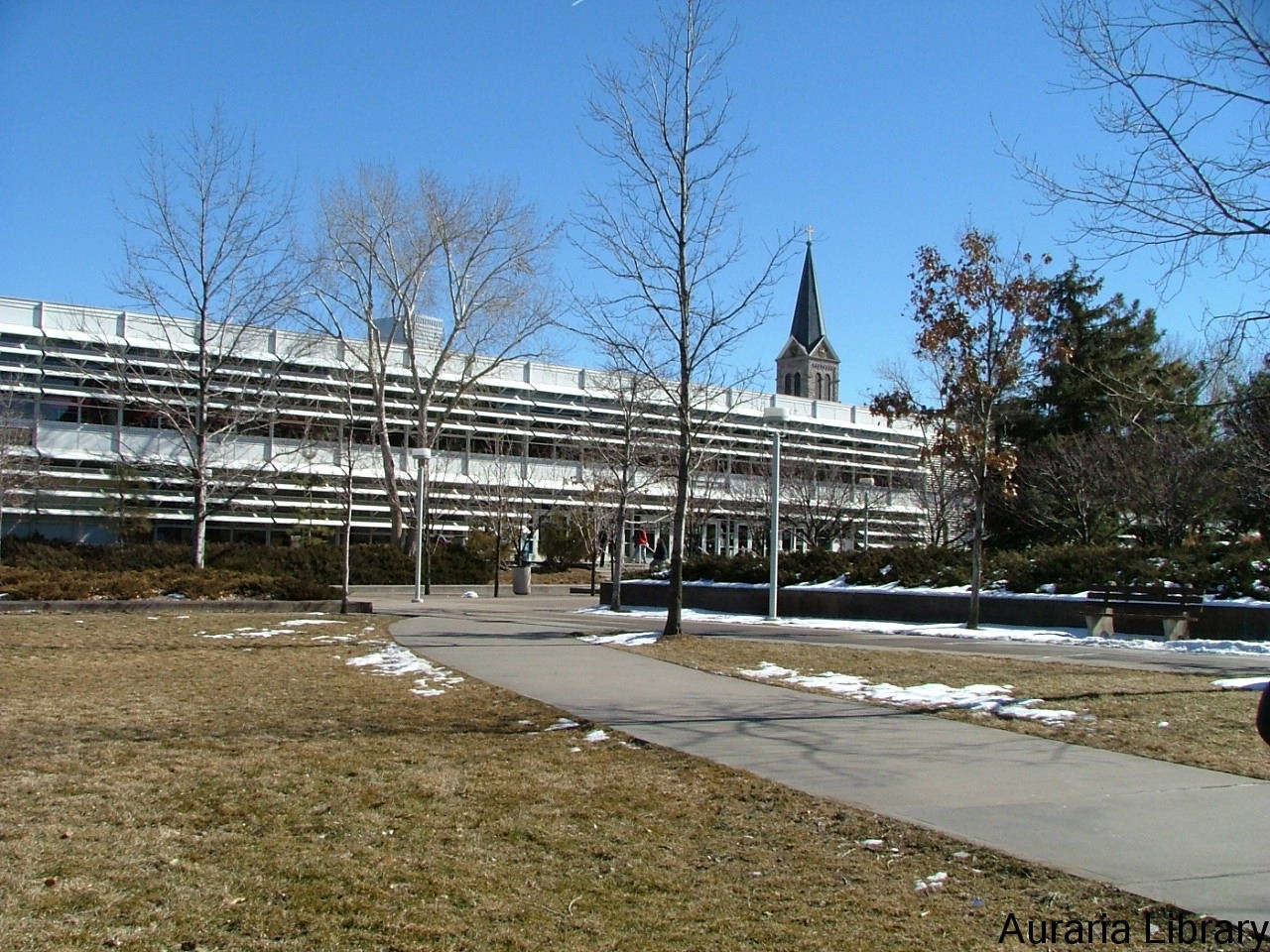
Auraria Library

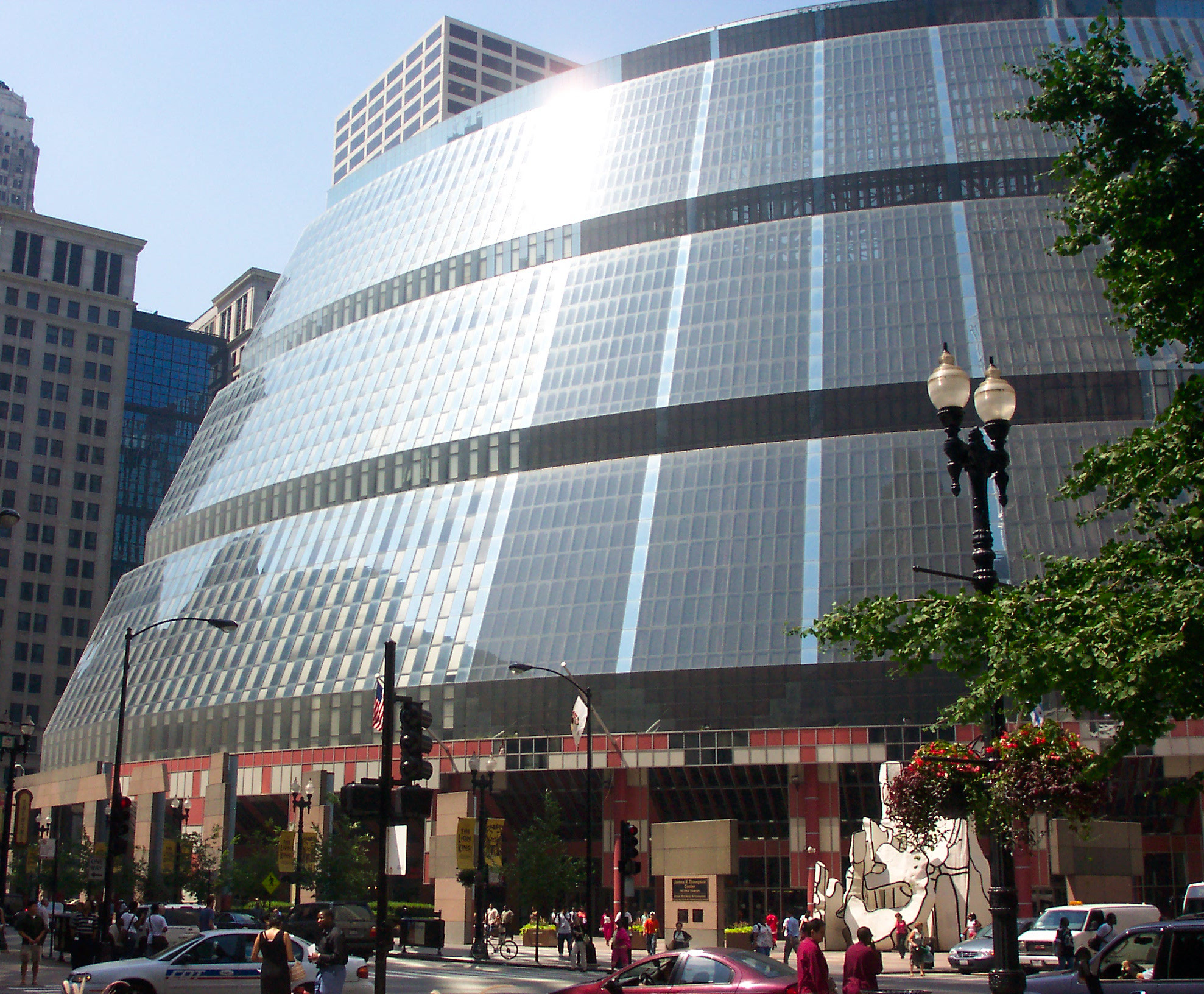
James R. Thompson Center

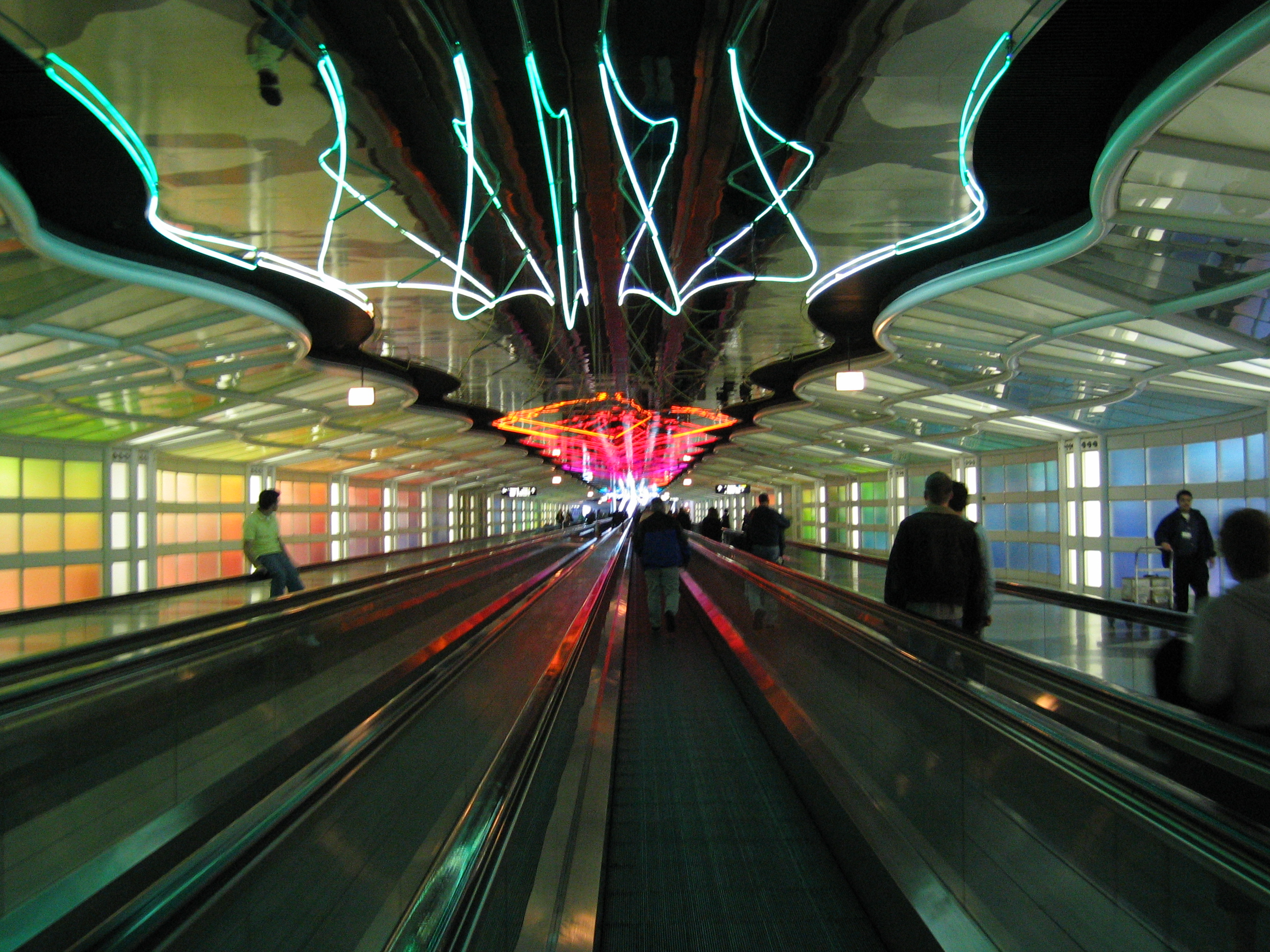
O'Hare Airport - vista interiore di un tunnel di collegamento.

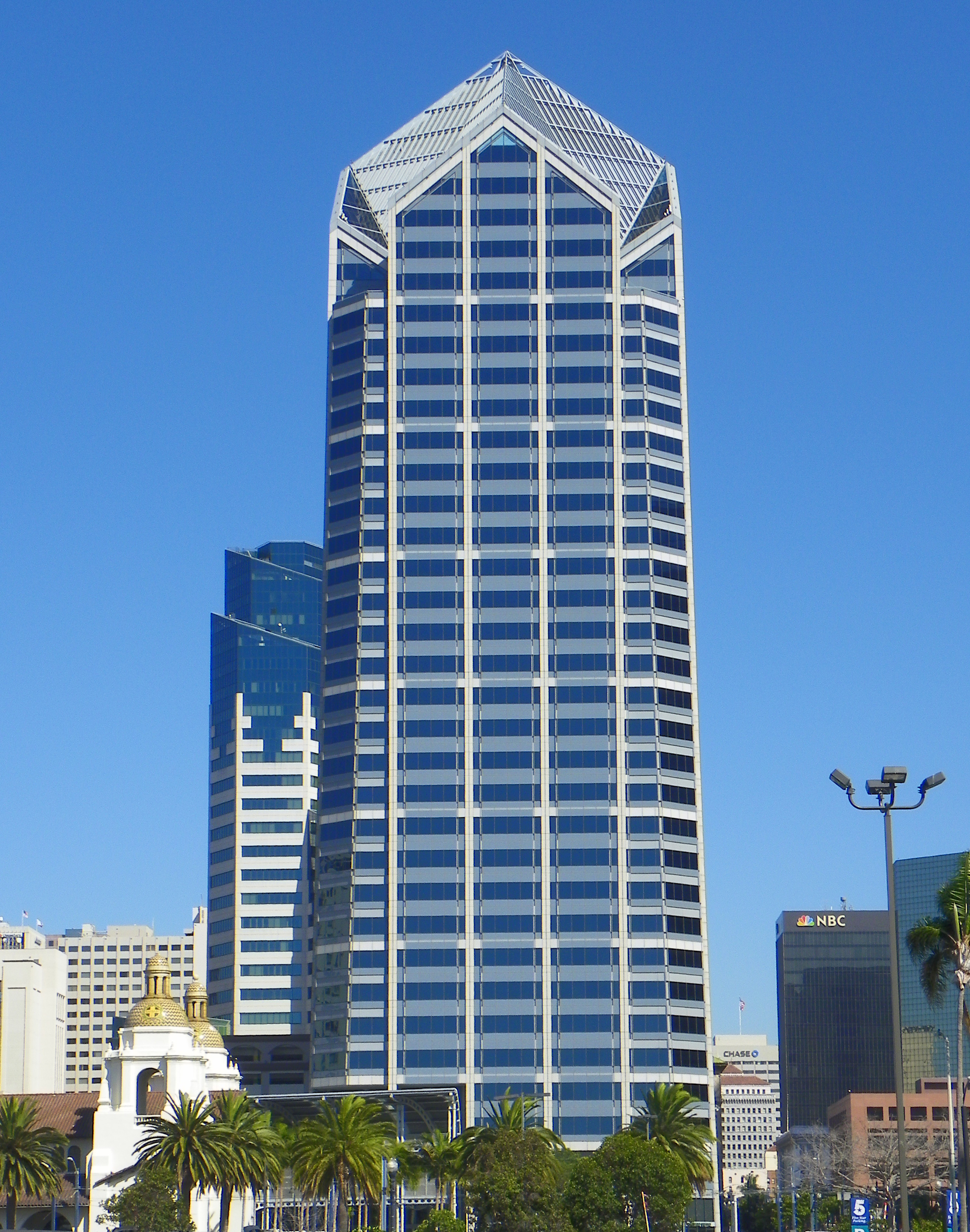
One America Plaza

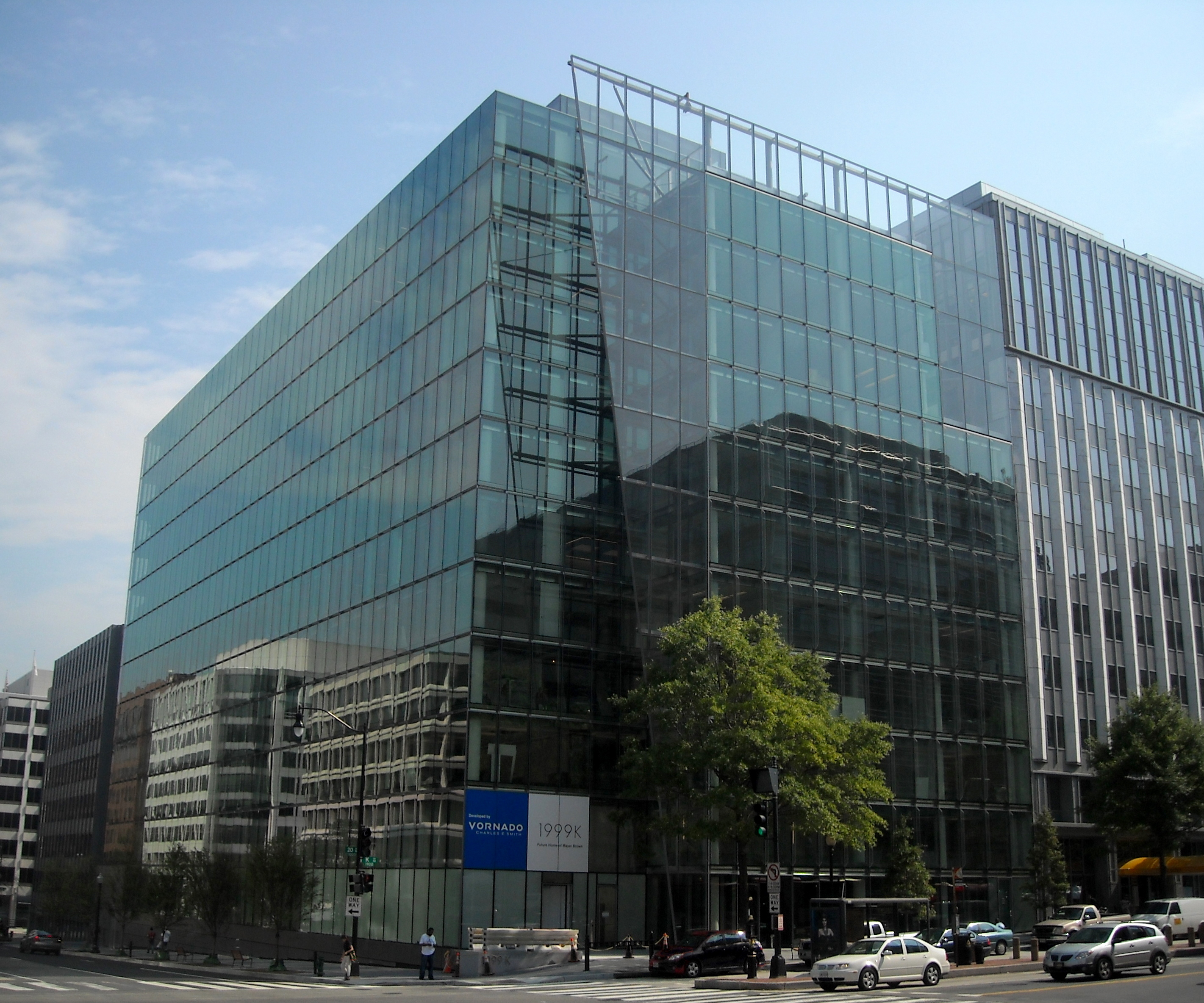
1999 K Street, NW a Washington

Ecco una lista (parziale) di progetti realizzati da Jahn   :
- 1974 Kemper Arena, Kansas City
- 1976 H. Roe Bartle Exhibition Hall, Kansas City[4]
- 1976 Auraria Library, Denver, Colorado
- 1976 John Marshall Courts Building, Richmond, Virginia[4]
- 1977 Michigan City Public Library, Michigan City, Indiana[5]
- 1977 Saint Mary's College Athletic Facility, Notre Dame, Indiana (pictures)
- 1978 Sede centrale W.W. Grainger, Skokie, Illinois[4]
- 1978 Sede Centrale di Rust-Oleum Corporation International, Skokie, Illinois[4]
- 1978 La Lumiere Gymnasium, La Porte, Wisconsin[4]
- 1979 Imperial Bank Tower Costa Mesa, California[6]
- 1980 Horizon Bank (515 5th Street Bank) Michigan City, Indiana
- 1980 Xerox Centre, (55 West Monroe St) Chicago (Illinois)[4]
- 1981 United States Post Office, Oak Brook, Illinois[4]
- 1981 De La Garza Career Center, East Chicago, Indiana[4]
- 1981 Sede Centrale di Commonwealth Edison Company, Bolingbrook, Illinois[4]
- 1982 Argonne Program Support Facility, Argonne National Laboratories, Illinois[4]
- 1982 Eagle River Vacation House (The Jahn House), Eagle River, Illinois[4]
- 1982 Sede centrale Area 2 Police, Chicago, Illinois[4]
- 1982 Aggiunta a Chicago Board of Trade, Chicago, Illinois[4]
- 1982 One South Wacker, Chicago, Illinois[4]
- 1983 Aggiunta a Agricultural Engineering Sciences Building, University of Illinois, Champaign, Illinois[4]
- 1983 Learning Resources Center, College of Dupage, Glen Ellyn, Illinois[4]
- 1983 First Source Centre, South Bend, Indiana[7]
- 1983 11 Diagonal Street, Johannesburg, Sudafrica
- 1984 Plaza East Office Towers, Milwaukee, Wisconsin[4]
- 1984 Shand Morgan Corporate Headquarters, Evanston, Illinois[4]
- 1984 701 Building (Craig-Hallom Building), Minneapolis, Minnesota
- 1984 O'Hare International Airport, Chicago, Illinois
- 1985 James R. Thompson Center, Chicago, Illinois
- 1985 362 West Street, Durban, Sudafrica
- 1986 Parktown Stands 102, 103, 85, 879, Johannesburg, Sudafrica
- 1986 MetroWest Office Building (2 Energy Center), Naperville (Illinois)
- 1986 Oakbrook Terrace Tower, Oakbrook Terrace (Illinois)
- 1987 Park Avenue Tower, New York, Stato di New York
- 1987 425 Lexington Avenue, New York, Stato di New York
- 1987 United Airlines Terminal 1 at O'Hare International Airport, Chicago, Illinois
- 1987 Citicorp Center (500 W Madison Street), Chicago (Illinois)[8]
- 1987 America Apartments - 300 East 85th Street, New York, NY
- 1987 One Liberty Place, Philadelphia, Pennsylvania
- 1987 Cityspire, New York, New York
- 1987 Citigroup Center, Chicago, Illinois
- 1988 Wilshire/Westwood, Los Angeles
- 1989 Trade Hall 1 (Halle 1), Francoforte, Germania
- 1990 Bank of America Tower, Jacksonville, Florida
- 1990 Two Liberty Place, Philadelphia, Pennsylvania
- 1991 One America Plaza, San Diego (California)
- 1991 Messeturm, Francoforte, Germania
- 1992 120 North LaSalle, Chicago, Illinois
- 1993 Hitachi Tower, Singapore
- 1993 Caltex House, Singapore
- 1994 Hotel Kempinski, Monaco di Baviera, Germania
- 1994 Kurfürstendamm 70, Berlino, Germania
- 1996 Fortis Bank Tower (Blaak 555), Rotterdam, Paesi Bassi[9]
- 1996 Principal Financial Group Corporate Four Building, Des Moines (Iowa)
- 1997 RCID Administration Building, Buena Vista (Florida)
- 1998 Generale Bank Nederland, Rotterdam, Paesi Bassi
- 1999 European Union Headquarters, Bruxelles, Belgio
- 1999 Munich Airport Center, Monaco di Baviera, Germania
- 2000 Sony Center Berlino, Germania
- 2000 Aeroporto di Colonia-Bonn, Colonia, Germania
- 2000 HA·LO Headquarters (attualmente sede della Shure), Niles (Illinois)
- 2000 Imperial Bank Tower Renovation, Costa Mesa, California[10]
- 2001 Neues Kranzler Eck, Berlino, Germania[10]
- 2002 Kaufhof Galeria, Chemnitz, Germania
- 2002 Shanghai International Expo Centre, Shanghai, Cina
- 2002 Bayer AG Konzernzentrale , Leverkusen, Germania
- 2003 Deutsche Post Tower, Bonn, Germania
- 2003 IIT Student Housing, Chicago, Illinois
- 2003 Highlight Munich Business Towers, Monaco di Baviera, Germania
- 2004 Mannheimer Corporate Headquarters, Mannheim, Germania[11]
- 2004 Merck Serono Headquarters (Horizon Serono), Ginevra, Svizzera
- 2005 Focus Media Center (Deutsche-Med-Platz), Rostock, Germania[12]
- 2006 Suvarnabhumi Airport, Bangkok, Thailandia
- 2007 Margot and Harold Schiff Residences, Chicago
- 2007 600 North Fairbanks, Chicago, Stati Uniti d'America
- 2008 Hegau Tower, Singen, Germania
- 2009 South Campus Chiller Plant, University of Chicago Chicago, Illinois
- 2009 1999 K Street, Washington
- 2010 Hafen Tower (Sign Tower), Speditionstrasse 1-3 Düsseldorf, Germania [13]
- 2010 Veer Towers, Paradise, Nevada Stati Uniti d'America
- 2010 Weser Tower, Brema, Germania
- 2011 Joe and Rika Mansueto Library, Chicago, Stati Uniti d'America
- 2012 Leatop Plaza, Canton, Cina

## Premi
- 1991 - "Ten Most Influential Living American Architects" insignito da American Institute of Architects.
- 1993 - "Outstanding Achievement/Architect Award" insignito da The American Academy of Art, Chicago (Illinois).
- 1994 - "Bundesverdienstkreuz Erster Klasse" della Repubblica Federale Tedesca.
- 2002 - Institute Honour Award dell'American Institute of Architects per il Sony Center.
- 2005 - Murphy/Jahn, Inc. recipient del AIA Architecture Firm Award.

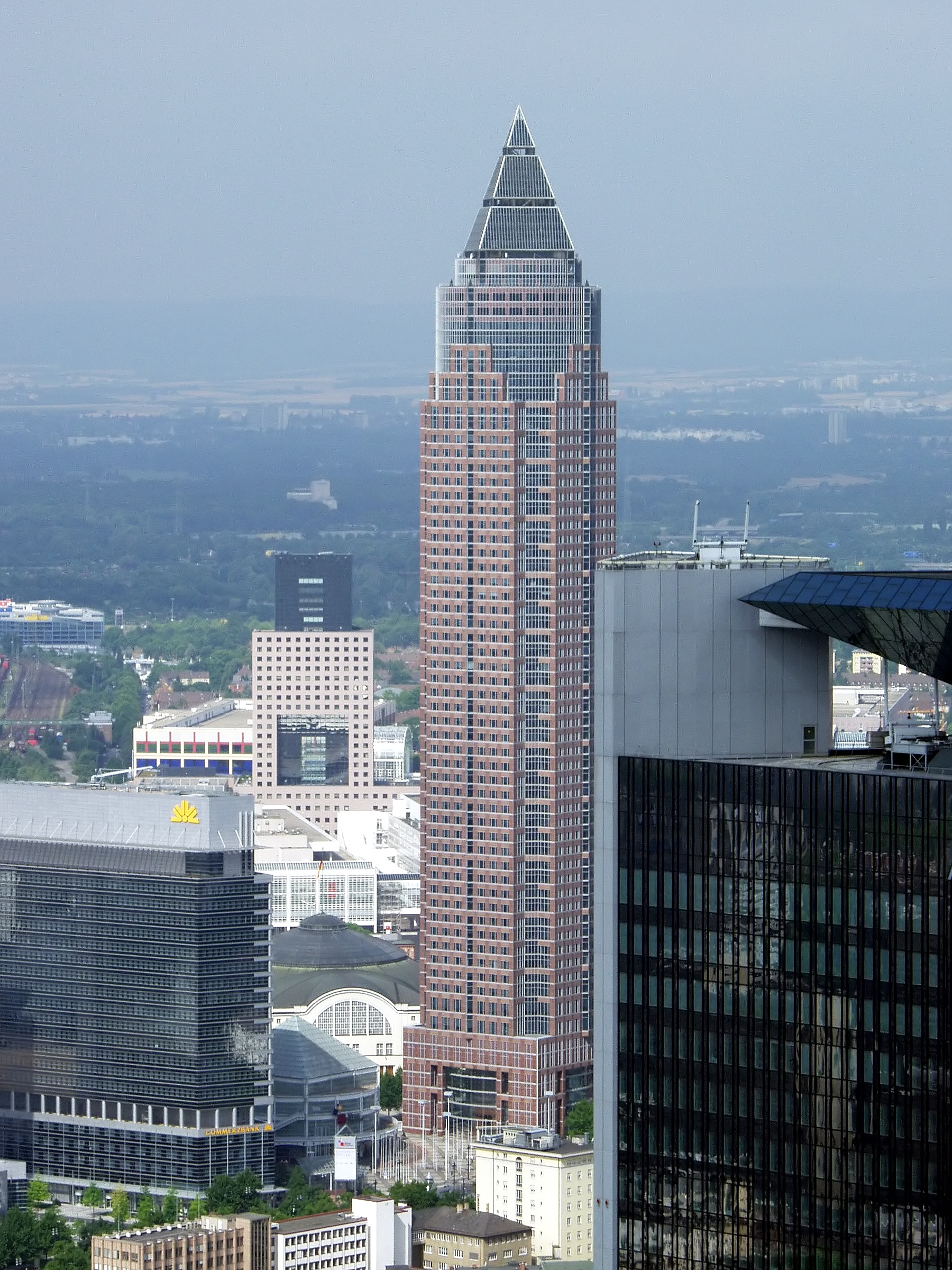
Messeturm (Fair Tower), Francoforte sul Meno
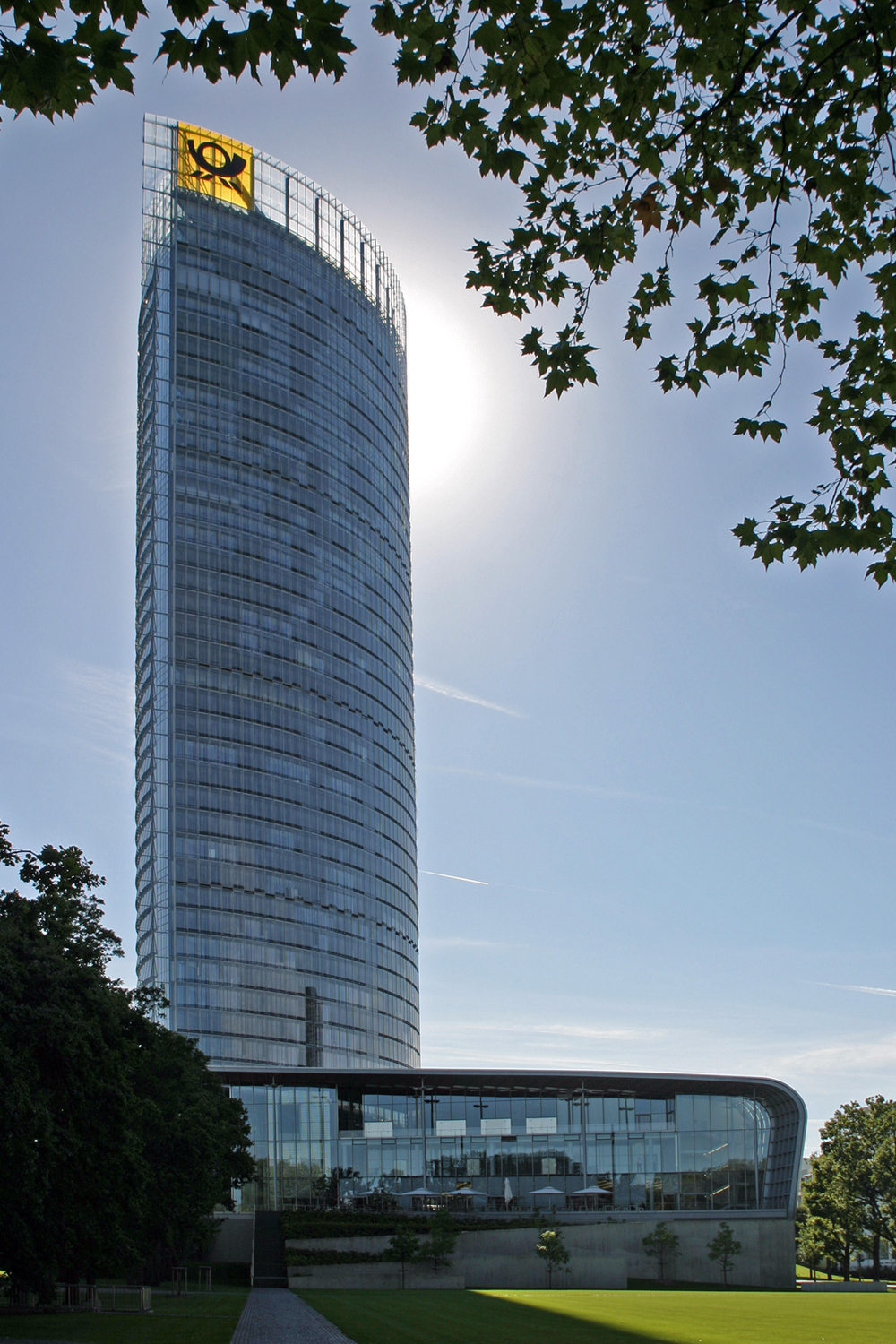
The Post Tower (Torre della posta), Bonn
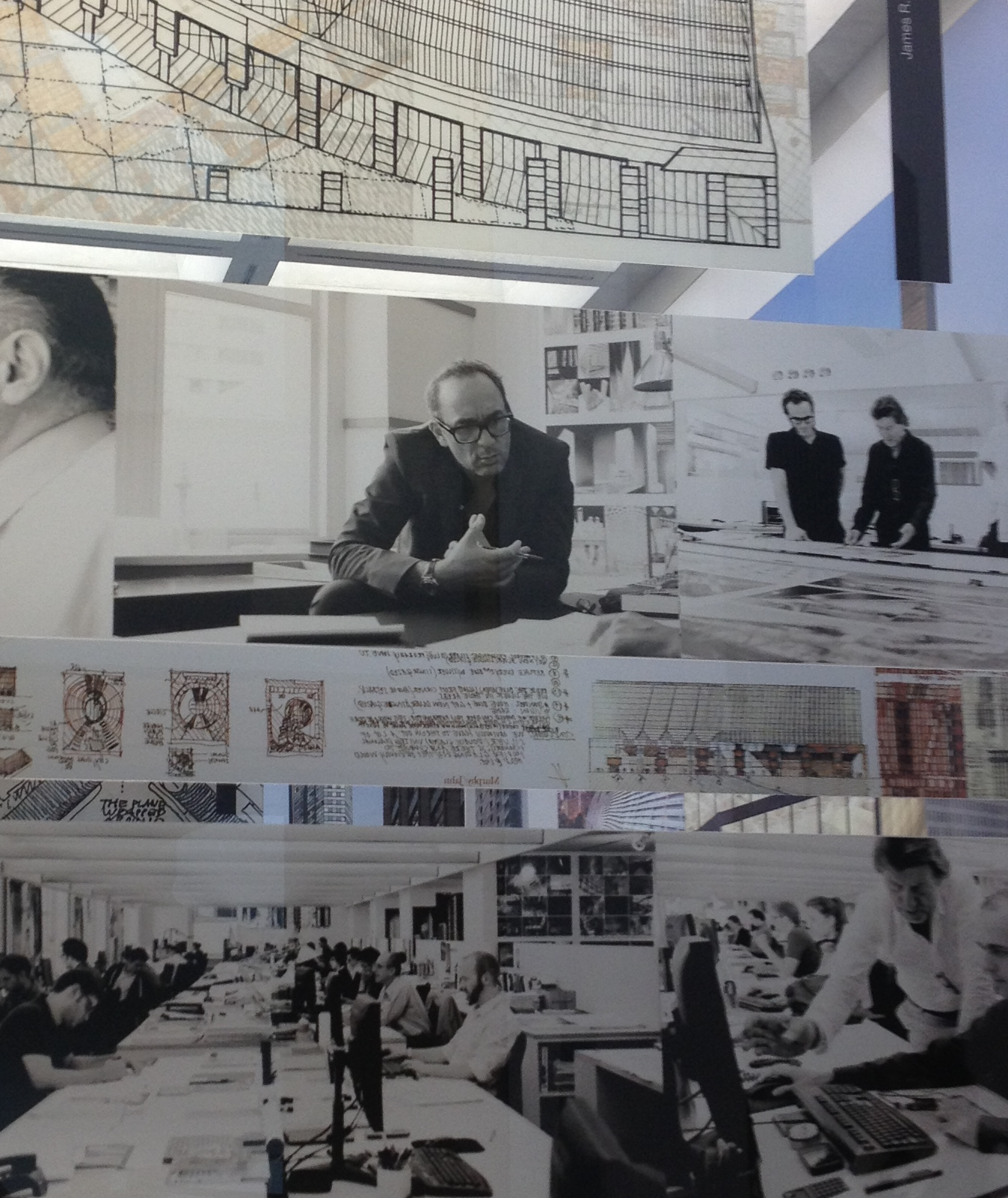
Mostra "Process/Progress" Norimberga, Germania 2012-2013